# Американо-афганские отношения
Американо-афганские отношения — двусторонние дипломатические отношения между Соединёнными Штатами Америки и Афганистаном.

## История

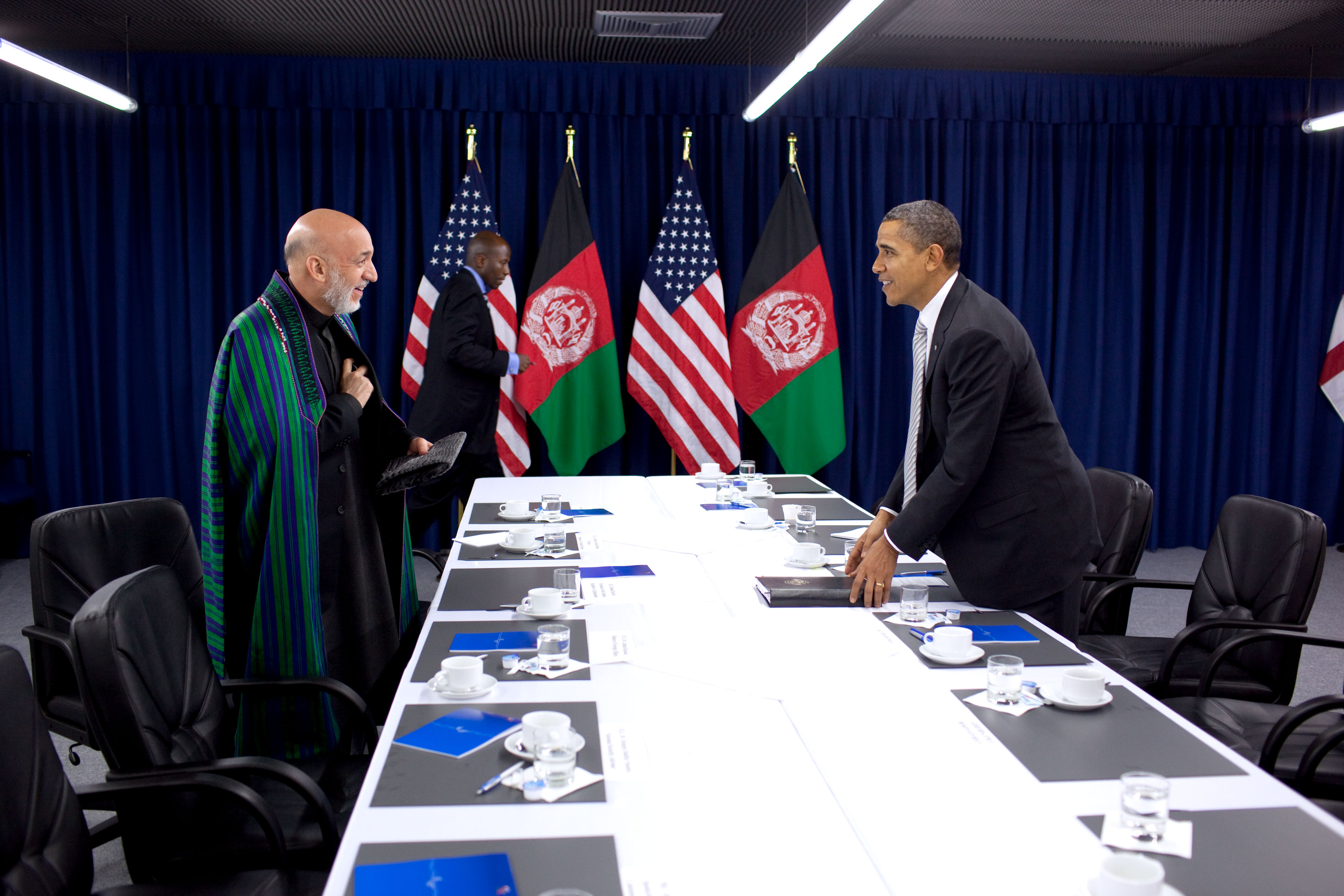
Хамид Карзай и Барак Обама в 2010 году.

2 мая 2012 года Соединённые Штаты и Афганистан подписали Соглашение о стратегическом партнёрстве. Это соглашение было заключено сроком на 10 лет и демонстрирует неизменную приверженность Соединённых Штатов к укреплению суверенитета Афганистана, а также его стабильности и процветания. Обе страны продолжат сотрудничество в борьбе с Аль-Каидой и Талибаном. Это соглашение также свидетельствует о намерении США включить Афганистан в список своих основных союзников вне НАТО.
Афганские вооружённые силы начали перенимать ведущую роль для обеспечения безопасности во многих районах страны, к 30 августа 2021 года международная коалиция вывела свои войска из Афганистана.

## Двусторонние экономические отношения
США взяли на себя долгосрочные обязательства по оказанию помощи Афганистану в восстановлении страны после долгих лет войны. США призывает афганское правительство принять решительные меры по борьбе с коррупцией и обеспечить более качественные услуги для населения Афганистан.
В 2011 году импорт товаров из Афганистана в США составил менее 1 % от экспорта американских товаров в страну.

## США и восстановление Афганистана
В 2006—2010 годы США организовали подготовку 54 000 учителей в 11 провинциях Афганистана, построили или переоборудовали 680 школ, создали 2 новых факультета педагогики в университетах и три педагогических колледжа. В 2002—2010 годы США напечатали 75,6 млн книг на языках дари и пушту. Если в 2003 году в программах обучения и обменов Госдепартамента участвовало 775 жителей Афганистана, то в 2009 году 376 716 человек.